# Konservativ Ungdoms Landslejr 1943
Konservativ Ungdoms Landslejr 1943 er en dansk dokumentarfilm fra 1943.

## Handling
Den 1.-8. august 1943 samler Konservativ Ungdom 1000 unge danskere til den største danske politiske ungdomslejr nogensinde. Landslejren etableres på grunden mellem Hvidkilde Slot og Ollerup Gymnastikhøjskole, hvor unge mænd og kvinder knokler med at få lejren op at stå. Den 1. august ankommer deltagerne med tog eller på cykel, og den 2. august åbnes landslejren med en højtidelig morgenparade.